# サクロファーノ
サクロファーノ（伊: Sacrofano）は、イタリア共和国ラツィオ州ローマ県にある、人口約7,400人の基礎自治体（コムーネ）。

## 地理

### 位置・広がり
ローマ県東部のコムーネ。

#### 隣接コムーネ
隣接するコムーネは以下の通り。
- カンパニャーノ・ディ・ローマ
- カステルヌオーヴォ・ディ・ポルト
- フォルメッロ
- マリアーノ・ロマーノ
- リアーノ
- ローマ

### 気候分類・地震分類
サクロファーノにおけるイタリアの気候分類 (it) および度日は、zona D, 1751 GGである。
また、イタリアの地震リスク階級 (it) では、zona 3A (sismicità bassa) に分類される。

## 行政

### 分離集落
サクロファーノには、以下の分離集落（フラツィオーネ）がある。
- Borgo Pineto, Guado Tufo, Monte Caminetto, Monte del Casale, Petruscheto, Pineto, Santa Maria, Strada Romana Dritta.